# Combined braking system

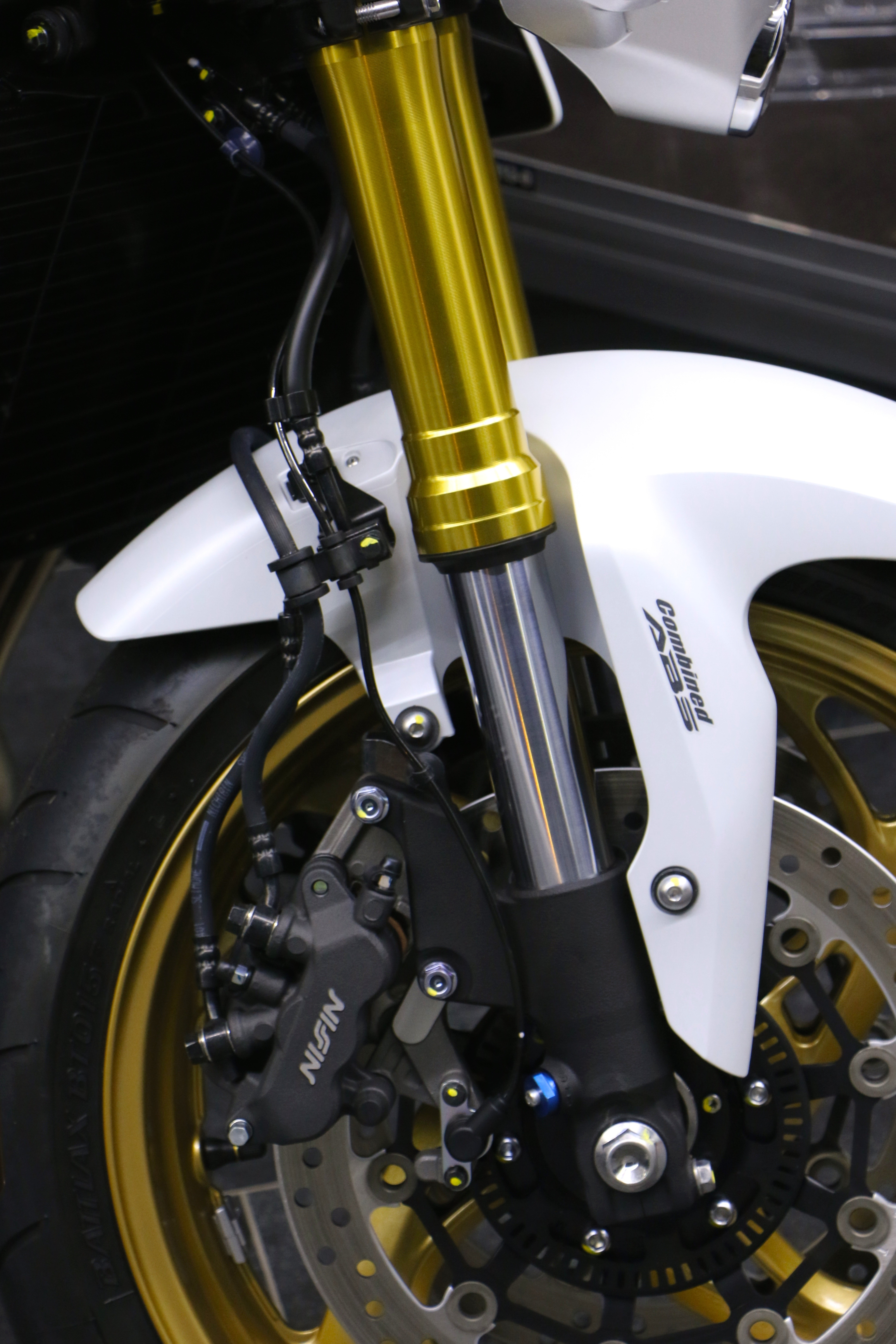
CBS/LBS aplicado em motocicletas.

O CBS (sigla em inglês para Combined Braking System, também denominado por LBS, Linked System Brake) é um sistema de frenagem aplicado em motocicletas em que os freios dianteiros e traseiros são ativado em conjunto através de um único acionamento. Pode ser usado em conjunto com o ABS. Neste sistema, a ação do piloto de acionar uma das alavancas de freios ativa ambos os freios dianteiro e traseiro. A quantidade de força aplicada em cada freio pode ser determinada por controles hidráulicos compostos de válvulas. Este sistema foi desenvolvido e distribuído inicialmente pela Honda.

## Criação
A BMW desenvolveu um sistema denominado ABS integral, em que a alavanca de freio dianteiro opera tanto os freios dianteiro e traseiro, enquanto o pedal do freio funciona apenas o freio traseiro. No inverso, a Honda  apresenta o sistema onde ambos os freios são combinados com um sistema ant-travagem, apelidade de ABS combinado. Neste sistema, é o pedal de freio traseiro que opera tanto travões dianteiro e traseiro, onde a alavanca do freio dianteiro opera apenas as pinças dianteiras.
A Honda desenvolveu algumas variações do sistema LBS com diferentes graus de complexidade e de integração. A Honda CBR1100XX apresentou o chamados LBS II, um sistema em que as duas alavancas ativam os freios através de um sistema de pistões secundárias e dosagem válvulas/delay. A pinça frontal foi ligado a um cilindro mestre secundário, e a pinça foi liberada ligeiramente deixando acontecer o movimento do giro (sem travar), aplicando pressão sobre o pistão do cilindro mestre secundário. A força de travagem foi traduzido para pressão que foi enviado para o cilindro do freio traseiro. Apenas os dois pistões exteriores nas pinças de freio dianteiras foram ativados diretamente pela alavanca de freio, o pistão central recebeu pressão do pedal traseiro através da dosagem da válvula de atraso.